# Amsterdams busmaterieel (1982-1998)
Dit artikel gaat over het Amsterdams busmaterieel dat in de periode 1982-1998 in dienst is geweest bij het GVB. De bussen zijn ingedeeld op soort, tijdperk met (waar mogelijk) een aparte vermelding van aanschaf door vorige werkgevers. Nummers tussen haakjes zijn van bussen die later zijn vernummerd of afbesteld. De vermelde nummers zijn de wagennummers zoals gebruikt door het GVB.

## Verklaring van gebruikte typebenaming
Men komt in dit artikel typebenamingen tegen als DAF SB201DKDL/Hainje. DAF is daarbij het merk van de bus, SB201 slaat op het type chassis dat bij de bus gebruikt is, DKDL is het type motor, 554 is de millimeterlengte van de wielbasis en Hainje is de bouwer van de carrosserie.

## CSA 2-standaardbussen
| Merk/type                          | Series           | Bouwjaar  | Achtergrondinformatie | Afbeelding |
| Proefbus                           | Proefbus         | Proefbus  | Proefbus | Proefbus |
| ---------------------------------- | ---------------- | --------- | --- | --- |
| CSA 2                              | 201              | 1982      | Als opvolger van de CSA 1-standaardbus werd de CSA 2 ontwikkeld. Hainje bouwde een proefbus op hetzelfde DAF SB201-chassis die nog het interieur van de CSA 1 had, en was ingericht met de harde Soweto-bankjes achterin. De 201 toerde van april tot juli 1982 langs de steden waar standaardbussen reden en kwam eind april in Amsterdam aan. De bus reed bijna een week vanuit alle garages. Daarna ging de 201 naar de RET in Rotterdam waar hij als 139 twintig jaar in dienst bleef. In 2003 begon de bus een derde leven als mobiele natuurreservaat tussen Rotterdam Centraal en Biënnale om daarna nog twee keer te worden doorverkocht. | |
| Eigen 12 meter bussen              |                  |           | | |
| DAF SB201DKDL554/Hainje            | 253-257, 258-343 | 1983/1984 | De eerste serie CSA 2's werd aan het GVB geleverd; de 253-257 (mei 1983) en de 258-343 (eind 1983/begin 1984) kwamen in dienst vanuit alle garages. De 277-280, 295-305 en de 326-335 waren telbussen. De 309 en de 310 uit West hadden als proef een digitale routekaart/-haltedisplay en een beeldscherm dat de haltenamen weergaf. Beide wagens werden alleen op lijn 15, 18, 19, 21, 23 en 26 ingezet. Vijftien bussen reden van 1986 tot 1989 als z.g. snellopers (90 km/h) op ; 260-269 op lijn 48 (na eerst spitsdiensten te hebben gereden op de VAD-lijnen 150 en 152 van Amstelstation naar Almere) en 270-284 op CN/GVB/Enhabo-lijn 64 (waarvan drie wisselwagens 270-274 vanuit de Enhabo-garage in Zaandam). Drie bussen kregen een tijdelijke themabeschildering; 292 (1986; kandidaatstelling van Amsterdam voor de Olympische Spelen van 1992/winkelcentrum de Amsterdamse Poort), 275 ('Amsterdam Culturele Hoofdstad van 1987') en 304 (1988; Bo-Mij/Bo-Rent). De 292 en de 304 verloren hun beschildering bij de grote revisie die in november 1989 begon en tot medio 1992 zou duren. 56 bussen werden daarbij in het nieuwe kleurenschema grijs-blauw-met-rode-deuren geschilderd of beplakt en voorzien van een noodraam met plastic hamer (behalve de 309) en vandaalbestendige Vordereggerbankjes (262, 264-266, 285, 287, 297, 301, 302 en 314 uitgezonderd) zoals de tweede serie 346-374. De 269 en de 282 hadden een noodraam gekregen maar bleven rood; door bezuinigingen moest het GVB stoppen met de revisie en werden de slechtste exemplaren afgevoerd. In 1994/1995 waren er nog 49 exemplaren over waarvan vijf (269, 276, 318, 327, 329) nog tomaatrood waren. De verdeling was toen: - Garage West: 260, 269-272, 276-278, 280, 281, 285-289, 291, 292, 294, 302, 304, 305, 310, 311, 327-329, 336, 337, 339, 343. - Garage Noord: 257-259, 262, 264-266, 295, 297, 318, 324, 325. - Garage Zuid: 312, 314-316, 331-335. De 271 werd als themabus van het Amsterdamse Bos geschilderd, en de 276 werd vlak voor zijn afvoer in 1997 (chasisscheuren) aan proeven onderworpen met de uiteindelijke kleurenschema's van de CAFLOC-stellen van metrolijn 50 (crème) en de Jonckheerbussen (wit-blauw). Met de komst van de Jonckheeren 101-155 werden er meer wagens afgevoerd waarbij de serie uit Zuid verdween. De laatste zes exemplaren reden in februari-maart 2000 hun laatste ritten vanuit West (331, 332, 343) en Noord (334, 336, 337). De afgevoerde bussen begonnen tweede levens in Marokko (322, 341, 320, 323, 326, 338, 340, 329, 342, 308 en de 321 in Casablanca als 3500-3511; 305 in Rabat, Marokko als 398), Angola, (325), Tanzania (334, 339) Split, Kroatië (296, 253-256, ?, 284 als 24, 31...38, 42), Burgas, Bulgarije (314) en in Vlissingen (324). | Bus 310 |
| DAF SB201DKDL554/Hainje            | 344, 345         | 1984/1986 | De 344 en de 345 (oorspronkelijk bedoeld voor de HTM in Den Haag) waren tweedeurs semi-tourbussen zonder middenuitstap. Ze begonnen vanuit garage West en reden tour-, spits- en versterkingsritten; op de 40'er-lijnen en (vanaf 1988/1989) op Shuttlebuslijn 281. Na de revisie met het grijs-blauwe kleurenschema werd de 345 afwisselend vanuit West en Noord ingezet en verscheen bij hoge uitzondering op de normale lijndienst. De semitoers werden in 1998 aan de nieuwe toerafdeling TTS (Tour & Travel Service) verhuurd voor GVB-diensten, en bij de verzelfstandiging in 2001 verkocht. Vernummerd tot 2001 en 2345 zijn ze tot 2003 in dienst gebleven, en daarna aan particulieren verkocht. | |
| DAF SB201DKDL554/Hainje            | 346-374          | 1986      | De tweede serie CSA 2's kwam begin 1987 in dienst en heeft vanuit alle garages gereden. De 346-349 waren snellopers op lijn 64 en 68. De 352 werd in augustus 1989 als eerste CSA 2 grijs-blauw geschilderd; de rest van de serie bleef rood vanwege de bezuinigingen. De 355-357 werden begin 1992 aan de HTM in Den Haag verkocht als 512-514 in ruil voor de gasbussen 460-462 (zie HTM huurbussen); de 513 en de 514 (ex-356 en 357) werden in januari 1997 teruggehuurd omdat de Franse huurgeledes 556-565 het door de winterkou begaven. De overige exemplaren deden dienst tot voorjaar 2000. De 373 werd na zijn deelname aan de jubileumparade van het 100-jarige GVB werd de 373 museumbus; hij is nu in handen van de stichting BRAM. De 346, 352, 353, 358, 361-363, 365 en de 367-369 werden eind mei tijdelijk teruggehaald omdat de voormalige bussen van het Schiphol Sternet dienstdeden op de ringlijn 55/56 (A/B) t.b.v. de renovatie van de A10. Ze reden daldiensten vanuit West (lijn 15 en 19), Noord (lijn 35) en Zuid (lijn 61). De 346, 352 en de 367-369 reden begin 2003 voor vier maanden bij Arriva als 0001, 0002 en 0004-0006 voor vervoer in de Drechtsteden; daarna werden ze naar Angola geëxporteerd. De overige wagens begonnen een tweede leven bij het Bulgaarse bedrijf Burgasbus (347, 349, 351, 353, 354, 356, 360, 366), de Hoogovens Beverwijk (364) en de Politie Amsterdam Amstelland (372); op Texel (discobus 348) en Cuba (365) en in Willemstad, Curaçao (356, 357). | De Amsterdamse CSA-II bus GVB 373 van Stichting BRAM tijdens de viering, te Den Haag, van 50 jaar Standaard Stadsbussen in Nederland. |
| 12 meter bus van GVU (Utrecht)     |                  |           | | |
| DAF SB201DKDL554/Hainje            | 45               |           | Als ruil voor de verhuur van de 353 aan het Utrechtse vervoerbedrijf GVU reed de 45 in januari 1997 drie weken bij het GVB. De bus reed vanuit garage West en Noord voor proefnemingen met een verzonken stuur. | |
| 12 meter bussen van HTM (Den Haag) |                  |           | | |
| DAF SB201DKDL554/Hainje            | 460-462          | 1988      | Deze bussen, oorspronkelijk 500, 502 en 504, waren de laatste CSA 2-wagens bij de HTM in Den Haag. Ze werden in 1989 verbouwd tot aardgasbus met vlinderuiterlijk ter benadrukking van het milieu-aspect (minder stikstofdioxide, minder lawaai) te benadrukken. Vergezeld door CSA 2's uit Rotterdam en Groningen (GVBG 16) toerden ze langs de z.g. de standaardsteden. Het GVB was enthousiast en nam begin 1992 de gasbussen over in ruil voor de 355-357. De 460-462 (250 à 290 km/u) reden vanuit garage Noord op lijn 28 en 31, en deden, ook nadat ze naar garage West werden overgeplaatst, dienst als lesbus. Na de buitendienststelling begin 2000 werden de 460-462 bij BBA teruggebouwd tot dieselbus en doorverkocht aan Brunna Reizen voor versterkingsritten op de Hermes-lijnen in Heerlen. | |
| DAF SB201DKDL554/Hainje            | 436, 440, 486    |           | Naast de eigen 356 en 357 (vernummerd tot 513 en 514) huurde het GVB In januari 1997 de 436, 440 (snelloper met 80 km/h) en 486 voor dienst op de 40'er-lijnen omdat de Franse geledes 556-565 het door de winterkou begaven. De 436 en de 440 waren eind januari als laatste in dienst. | |

## CSA 2-midibussen
| Merk/type      | Serie                   | Bouwjaar | Achtergrondinformatie | Afbeelding                   |
| -------------- | ----------------------- | -------- | --- | ---------------------------- |
| Neoplan/Hainje | 585-591 (592 afbesteld) | 1984     | In 1984 kwam er een midivariant van de CSA2 met dezelfde bruine bankjes. Het GVB nam zeven van deze busjes in dienst (584-589 in 1984, 590 en 591 in 1985) voor lijn 90 die vanaf 1 april weer onder het oude nummer 30 reed. Een achtste wagen (592) was gepland als tour- en VIP-bus maar het GVB koos uiteindelijk voor een tweede semitoer (345) naast de 344. Vier exemplaren werden in 1987 verhuurd aan de Enhabo (591) en Centraal Nederland (achtereenvolgens 587, 590, 585). Met de komst van de Volkswagenbusjes 575-583 gingen de Neoplans van eind 1988 tot medio 1989 spits-, pendel- en extra diensten rijden in garage Zuid (achtereenvolgens lijn 49, 46 en lijn 8) en West (lijn 26, 44/47). Medio 1990 werd de serie aan RET verhuurd voor dienst op ringlijn 42 rondom de Kralingse Plas, en de 30'er-lijnen die eveneens in Noord reden. Plannen voor verkoop gingen niet door omdat de RET niet tevreden was over de Neoplans, en na hun terugkeer bij het GVB in april 1991 kwamen ze niet meer in dienst. De 590 werd op 24 november 1993, na eerst twee jaar ouderenvervoer te hebben verzorgd bij Guus Baggen in Geleen, aan de MUSA te worden overgedragen. Hij is nu in handen van de stichting BRAM. De 585 en de 588 begonnen tweede levens bij de Haven van Vlissingen en in Suriname. | Bus 590 · Bus 590, interieur |

## Gelede CSA 3-bussen
| Merk/type                    | Series                      | Bouwjaar | Achtergrondinformatie | Afbeelding                                               |
| ---------------------------- | --------------------------- | -------- | --- | -------------------------------------------------------- |
| Volvo/Hainje ST2000          | 520-544                     | 1987     | In 1987 nam het GVB 25 Volvo-geledes in dienst van het nieuwe type ST2000 (de officiële benaming van de CSA 3); een knielbus met geïntegreerde zij-filmkast waarin trekjes waren verwerkt van de Den Oudsten B79 maar ook de goede ervaringen met de Stockholmse huurbussen 570-581 (knielvermogen van 8-1- centimeter, bruin isolatiedoek). Verder introduceerden ze de vandaalbestendige Vordereggerbankjes. De 520-544 (waarvan 534-540 telbussen) waren in eerste instantie voor lijn 15 en 48 uit garage West aangeschaft, maar ze werden ook aan Noord (eind 1988-voorjaar 1989) en Zuid (weekeinde, zomers, en nachtdiensten) uitgeleend. De serie werd in 1991 tot bussen met gesloten instap verbouwd, en in 1999 met een stabalkon achterin uitgerust. De extra filmkasten kwamen te vervallen. Met de komst van de gelede Jonckheerbussen 556-585 begon de buitendienststelling; de laatste acht exemplaren (525, 530, 532, 533, 536, 538, 541, 544) reden tot 16 juli 2001 op lijn 18 en 21. Dieverse exemplaren begonnen een tweede leven bij stichting Dock in Geuzenveld (520), AOC Terra (521), ER Tours (discobussen 522 en 537), Taxicentrale Middelburg (523; als 22), Watertoerisme De Schelde in Vlissingen (525), Den Helder/Texel (526), Milot (540, 541; versterkingsritten op de Connexxion-lijnen) |                                                          |
| Volvo/Hainje ST2000 Duvedec  | 505-519                     | 1989     | De tweede serie CSA 3-geledes had het nieuwe Duvedec-front, matrixfilms (ter vervanging van filmrollen) en het nieuwe kleurenschema (grijs-blauw met rode deuren). De 505-519 kwamen in dienst vanuit garage Noord (lijn 33) en Zuid (lijn 8, 60/61 en in de nachtdienst op lijn 75 en 76); de 516-519 waren met telapparatuur uitgerust. In 1990 werd de serie tot gesloten-instap-bussen verbouwd met grote stickers Uitsluitend voor instappen op de deuren. Vanaf 1994 kwam de hele serie vanuit Zuid te rijden voor dienst op de teruggehaalde lijn 22, 59 en de nieuwe lijn 67 (Amstelstation-Wetenschapscentrum Watergraafsmeer). Met de komst van de Jonckheer-geledes 445-469 gingen de 505-519 eind 2002/begin 2003 naar West waar de 517 op 27 maart als laatste in dienst was. |                                                          |
| Volvo/Hainje ST2000 Duvedec  | 496-504                     | 1989     | De derde serie CSA 3-geledes werd aanvankelijk geleased en had (tot 1999) een streekinterieur met dubbele bankjes aan beide zijden. De 496-504 begonnen vanuit garage West op lijn 15 en 48; na de ombouw tot bussen met gesloten-instap (november 1990, maart 1991) kwamen ze ook vanuit Noord en Zuid te rijden. De lage exemplaren deden van 1996 tot 1999 dienst op de 310'er Moverlijnen (scholierenvervoer) in de kleuren blauw (496), groen (498) en geel (497, 499). De 500-504 bleven in Zuid tot aan de winterdienst 2002-2003; na hun terugkeer in West reden ze enkel nog dag- en spitsdiensten, waarbij ze ook weer op lijn 15 werden ingezet. Ze waren tot 2006 in dienst; de 500-502 werden begin juni nog op de metrovervangende pendelbuslijn 53P naar Gaasperplas ingezet, en de 504 reed 12 september zijn laatste rit op lijn 268. De 501 kwam op 20 december 2011, na meer dan vijf jaar, in handen van de stichting BRAM die de bus wil opknappen en weer geschikt wil maken voor de (museum)dienst. De overige bussen begonnen tweede levens bij AMZ-Connexxion in Zeeland (496 en 497 als de groene 373 en 374) en in Varna, Bulgarije (503 en 502 als 7714 en 9066). |                                                          |
| Volvo/Berkhof ST2000 Duvedec | 486-495                     | 1991     | Deze serie (de eerste na de overname van Hainje door Berkhof) had net als de 496-504 een streekinterieur en was oorspronkelijk bedoeld voor lijn 69 (ex-8) uit garage Zuid. De 486-495 (waarvan 486 de 100e Volvo CSA 3) begonnen echter in West dat de 498-502 doorschoof naar Zuid. Vanaf 1999, bij het verwijderen van de dubbele bankjes aan de blinde zijde, kwamen ze op de lijnen in Noord te rijden. Nadat de serie In mei 2006 buiten dienst ging bleven drie exemplaren (486, 489, 490) nog een maand doorrijden; eerst vanuit Zuid op de metrovervangende pendelbuslijn 53 en daarna vanuit West op lijn 15. De 486, 494, 493 en de 495 begonnen een tweede leven in Varna, Bulgarije als respectievelijk 9515, 9518, 9520 en 9522. |                                                          |
| Volvo/Berkhof ST2000 Duvedec | 471-485 (466-470 afbesteld) | 1991     | De laatste serie CSA 3's (wederom met streekinterieur begonnen) werd aangeschaft om te kunnen bezuinigen door meer geledes in te zetten. De 466-470 werden op last van de gemeenteraad afbesteld en kwamen uiteindelijk bij het Brabantse streekvervoerbedrijf BBA (openbaar vervoer) in dienst als 821-825. De 471-485 kwamen begin 1992 in dienst vanuit garage West; ze begonnen op lijn 15, de 40'er-lijnen en nachtlijn 74, en met ingang van de zomerdienst gingen ook lijn 18, 21 en 22 (zaterdag en zondag) geleed rijden. Medio 2000 reed de serie een jaar vanuit Zuid voor proeven met lekvrij tanken; daarna verhuisden de 478-495 naar Noord waar ze tot mei 2005 bleven. De 472 nam voorjaar 2006 de achterbak van de defecte 488 over na een aanrijding door tram 907 van lijn 24 bij Centraalstation. Na de buitendienststelling In mei werd de serie tot 5 juni 2006 nog ingezet voor metrovervangende pendeldiensten op lijn 53P. Acht exemplaren (473, 476-479, 481, 483, 484) keerden terug in de normale dienst; op lijn 15 (die met capaciteitsproblemen kampte doordat deze weer standaard reed), 18 en 21. De 473 (goed voor 990.000 kilometer), 476, 483 en de 484 waren in december 2007 als laatste in dienst. De 485, 477, 480, 482, 479, 474, 481, 472 en de 475 begonnen een tweede leven in Varna, Bulgarije onder de respectievelijke nummers 7712, 7713, 7715, 8469, 8470, 8472, 8473, 9063 en 9064. | De gelede Berkhof 483 op het Stationsplein van Amsterdam |

## CSA 3-standaardbussen
| Merk/type                             | Series              | Bouwjaar | Achtergrondinformatie | Afbeelding                                 |
| ------------------------------------- | ------------------- | -------- | --- | ------------------------------------------ |
| Hainje/Berkhof ST2000                 | 375                 | 1987     | In 1987 bouwde Hainje een CSA 3-proefbus (driedeurs) die een jaar later aan het GVB werd verkocht. De 375 reed van 1989 tot 1994 vanuit garage West en werd daarna aan Turkije geschonken. |                                            |
| Volvo/Hainje ST2000                   | 397                 | 1987     | Deze tweedeurs-Volvo deed oorspronkelijk dienst in Groningen als een van drie proefbussen en kwam 16 augustus 1989 bij het GVB in dienst als leasewagen. De 397 (oorspronkelijk 5021) begon vanuit garage West als snelloper op de 40'er-lijnen en verhuisde in de loop van de jaren 90 naar garage Noord waar hij matrixfilms kreeg voor dienst op de Schiphollijnen. In mei 2002 werd de 397 als laatste tomaatrode bus afgevoerd |                                            |
| Volvo/Hainje ST2000 Duvedec           | 377-386             | 1989     | Deze grijs-blauwe Volvo's met Duvedec-front werden medio 1989 afgeleverd; ze begonnen vanuit garage West op lijn 26 en kwamen ingaande de winterdienst vooral op lijn 21 en het nachtnet te rijden. Van de wagens die in 1996/97 naar Noord verhuisden reden er vier op de 310'er Moverlijnen in de kleuren geel (377, 383) en blauw (379, 384). Ingaande de winterdienst 2002/2003 reed de serie hoofdzakelijk op de nieuwe IJburglijn 326 in combinatie met de uit Zuid overgeplaatste lijn 43. De 380, 383 en de 385 waren in maart 2003 als laatste in dienst. Vijf exemplaren begonnen tweede levens bij de Stadsdelen Osdorp (382) en Slotervaart (383) en in de voormalige Sovjet-Unie; (378 en 385 in Charkov, Oekraïne; 386 in Chimkent, Kazachstan). |                                            |
| Volvo/Hainje ST2000 Duvedec           | 387-396             | 1989     | De 387-396 (waarvan 395 en 396 met telapparatuur) waren snellopers in tweedeursuitvoering; ze kwamen in september 1989 in dienst vanuit garage West op lijn 64, 68 en de Schiphollijnen. Na de invoer van het Schiphol Sternet in 2000 reed de serie dag- en spitsritten in Noord en Zuid om een jaar later buiten dienst te gaan. De 391 en de 395 werden verhuurd aan Vermaat in Hellevoetsluis. |                                            |
| Volvo/Berkhof ST2000 Duvedec          | 406-415             | 1990     | De eerste bussen na de overname van Hainje door Berkhof (ander matrixtype) voldeden met 35% minder uitstoot aan de milieunorm. De 406-415 kwamen najaar 1990 in dienst vanuit garage Noord op de Schiphollijnen en de nieuwe lijn 29 waarmee ze in maart 1992, voorzien van streekinterieur, naar garage Zuid werden overgeplaatst. Het onderhoud vond nog wel plaats in Noord, waarbij er dan een wisselwagen uit de serie 416-432 aanwezig was. Nadat ze in 1999 weer een stadsinterieur kregen werden de 406-415 vaste wagens op lijn 39, 43 en 59 omdat de vele verkeersdrempels een obstakel vormden voor de Jonckheeren. In december 2002 verhuisde de serie met lijn 65/165 naar garage West waar de 412 op 11 mei 2003 als laatste in dienst was. Aanvankelijk zouden er na de komst van de Jonckheeren 253-267 vijf exemplaren in dienst blijven, maar omdat er voldoende geledes beschikbaar waren voor lijn 37 was er minder behoefte aan standaards en werd de serie in het najaar afgevoerd. Vier wagens begonnen een tweede leven in de voormalige Sovjet-Unie; Sint-Petersburg (407), Kemerovo (408-410) en Charkov, Oekraïne (415). |                                            |
| Volvo/Berkhof ST2000 Duvedec          | 416-435             | 1991     | De laatste CSA 3's, die gelijk waren aan de geledes 486-495, kwamen tussen december 1991 en maart 1992 in dienst; ze begonnen vanuit garage Noord en kwamen ook vanuit West (433-435 voor dienst op lijn 64 en 68) en Zuid (vijf wisselwagens op de nachtlijnen). De Noordbussen werden vanaf 1994 vaste wagens op lijn 35 die aan de oude lijn 28 was gekoppeld waardoor er geruime tijd sprake was van een korte en een lange lijn 35. De overige bussen reden vanaf 1999 vast op lijn 23 (West) en 59 (Zuid) omdat de vele verkeersdrempels een obstakel vormden voor de Jonckheeren. Ingaande de winterdienst 2002/2003 werd de serie herverdeeld tussen West (416, 417, 420-424, 431, 432; tot december 2003) en Noord (418, 419, 425-430, 433-435; tot mei 2004). De 416 en de 430-435 kwamen na de zomervakantie van 2004 weer in dienst; ze reden op de omgeleide lijn 48 (zelfde verhaal als lijn 23 en 59) en de 230'er-lijnen in Sloterdijk. Na afvoer van de 432 en de niet-ingezette 435 werden de 416, 430, 433 en de 434 de langstrijdende CSA 3-standaards; ze gingen in mei 2006 op veertienjarig leeftijd buiten dienst. De 422 werd aan de MUSA overgedragen en is nu in handen van een particulier. De 431 stond samen met de Bikbus (de tot soepbus omgebouwde 386 uit Utrecht) en het MUSA-materieel in een loods aan het NDSM-terrein opgeslagen. Zijn huidige verblijfplaats in onbekend. De overige wagens begonnen een tweede leven bij Milot Reizen (420, 423, 424, 426, 428) en Transtriumf in Varna, Bulgarije (417, 430, 433, 434; laatste drie als 8471, 9062 en 9065). | Museumbus 422 te Station Noord; juli 2018. |
| Volvo/Berkhof ST2000 Duvedec          | (436-450 afbesteld) | 1992     | In 1992 zouden er dertig nieuwe bussen komen (436-465) waarvan alleen de 436-450 als CSA 3's omdat de productie van dit bustype zou worden stopgezet. Op last van de gemeenteraad werden ze werden afbesteld en voor een lagere prijs aan de BBA verkocht als 471-485 (ESO-nummers 4685-4699). |                                            |
| 12 meter bus van CVD (Nijmegen)       |                     |          | |                                            |
| DAF/Hainje Duvedec                    | 604                 |          | Van de 47 DAF's die het Nijmeegse vervoerbedrijf CVD aanschafte ging de 604 in 1991 samen met de 396 op tournee langs de overgebleven standaardsteden. In Amsterdam reden ze beurtelings op lijn 18 en 21. |                                            |
| 12 meter bussen van Connexxion        |                     |          | |                                            |
| Volvo B10M KF5500/Berkhof Europa 2000 | 4858...4882         |          | De NZH nam tussen 1992 en 1994 100 streek-Duvedecs in dienst naar Rotterdams voorbeeld. In 2000, toen NZH inmiddels in Connexxion was opgegaan, huurde het GVB drie van deze vergroende Volvo's (plus chauffeur) die in de voormalige CN-garage Amstel III (samenwerking met garage Zuid) verbleven. Ze reden een jaar lang tramvervangende pendeldiensten lijn 13P tussen Geuzenveld en het Sloterparkbad. |                                            |

## Den Oudsten B88
| Merk/type                                             | Series              | Bouwjaar        | Achtergrondinformatie | Afbeelding                                                   |
| 12-meter bussen                                       | 12-meter bussen     | 12-meter bussen | 12-meter bussen | 12-meter bussen                                              |
| ----------------------------------------------------- | ------------------- | --------------- | --- | ------------------------------------------------------------ |
| Volvo B10M/Den Oudsten B88                            | (451-465 afbesteld) | 1992            | De resterende vijftien wagens die het GVB zou aanschaffen waren van het Den Oudsten B88-model zoals de 800-en van Stadsbus Maastricht. Van de afbestelde 451-465 werden de twaalf gebouwde wagens voor een lage prijs aan de BBA verkocht als 486-497. Door de afbestelling liep het GVB ook een optie mis voor twintig extra B88 Volvo's waardoor er dan 100 Volvo-standaards aanwezig zouden zijn die in onderhoud goedkoper en efficiënter konden worden onderhouden dan de CSA-2 DAF-standaards 253-343. |                                                              |
| 12 meter bussen van Oostenrijk                        |                     |                 | |                                                              |
| Volvo B10M/Den Oudsten B88                            | 212-215             | 1991            | In 2005 nam touringcarbedrijf Oostenrijk de 801, 808, 809 en 811 van Stadsbus Maastricht over. Ze werden in deze volgorde tot de witbeplakte 212-215 vernummerd en werden ingezet voor scholierenvervoer en IBM pendeldiensten van en naar metrostation Henk Sneevlietweg. Vanwege werkzaamheden reden ze ook op de tramvervangende pendelbuslijn 9P tussen Muiderpoortstation en Diemen Sniep. |                                                              |
| Gelede (18 meter) bussen                              |                     |                 | |                                                              |
| Volvo/Den Oudsten B88                                 | 545-555             | 1993            | Na de afbestelling van de 436-465 had het GVB nog geld over voor elf B88-geledes zoals die ook in dienst waren bij het GVU in Utrecht. De 545-555 kwamen in dienst vanuit garage Noord op lijn 33 en 34; lijn 37 volgde eind 2002. Na een tijdelijke buitendienststelling in 2006 kwamen ze via een pendel naar de RAI (ook) vanuit de andere garages te rijden; vanuit Zuid (vijf wisselwagens voor dienst op lijn 22, 40 en 47) en West op lijn 18 en 21. Lijn 19 heeft ingaande de winterdienst 2007-2008 nog net met B88-en mogen rijden. De 546 reed eind december 2007 als laatste zijn afscheidsrit op nachtlijn 354; hij begon een tweede leven in Varna, Bulgarije als 9571. In 2014 keerde de bus terug in Nederland. | Gelede bus 546 als museumbus in de opslag te Aalsmeer; 2023. |
| Gelede (18 meter) bussen van GVU (Utrecht)/Oostenrijk |                     |                 | |                                                              |
| Volvo/Den Oudsten B88                                 | 501...575 (218-221) |                 | Eind jaren 90/begin jaren 00 kwamen de Utrechtse B88-geledes een paar keer naar Amsterdam voor (treinvervangende) pendeldiensten; tussen station Sloterdijk en Centraal Station en tijdens Sail 2000 over en weer naar het IJ. Na hun buitendienststelling in 2006 begonnen de 502, 501, 504 en de 511 een tweede leven bij touringcarbedrijf Oostenrijk; ze werden in deze volgorde tot de witbeplakte 218-221 vernummerd. Net als de Maastrichtse bussen werden ze voor scholierenvervoer ingezet, maar ook voor metrovervangende pendeldiensten op lijn 54P. |                                                              |

## Minibussen
| Merk/type                 | Series         | Bouwjaar       | Achtergrondinformatie | Afbeelding     |
| Bus van Enhabo            | Bus van Enhabo | Bus van Enhabo | Bus van Enhabo | Bus van Enhabo |
| ------------------------- | -------------- | -------------- | --- | -------------- |
| Volkswagen LT/Den Oudsten | 402            | 1986           | In 1985 ontwikkelde Den Oudsten een minibus op Volkswagen LT-chassis die vanwege zijn vormgeving de bijnaam Pausmobiel kreeg. Het GVB huurde van juli tot oktober 1987 de 402 van Enhabo als ruil voor de 591 die in deze periode op de Enhabo-lijnen reed. De 402 heeft als de streekgele 7081 ook bij NZH (dat in 1991 Enhabo overnam) en Midnet (vanaf 1994) gereden, en bevindt zich nu in het Nationaal Openbaar Vervoermuseum te Ouwsterhaule.                                                                     |                |
| Bus van CN                |                |                | |                |
| Volkswagen LT/Den Oudsten | 7083           | 1986           | Ook CN kreeg een serie Pausmobieltjes die van 1986 tot 1993 op lijn 148 en 149 reden. Het GVB huurde in de zomer van 1987 de 7083 voor dienst op lijn 30. De 7083 begon na de buitendienststelling bij Midnet (deels voortgekomen uit CN) een tweede leven in België en werd in november 2008 overgedragen aan Stichting Nationaal Openbaar Vervoermuseum te Ouwsterhaule. |                |
| Eigen bussen              |                |                | |                |
| Volkswagen LT/Den Oudsten | 575-583        | 1988/1989      | Omdat de experimenten met de Volkswagenbusjes van Enhabo (402) en CN (7083) goed bevielen schafte het GVB in 1988 een eigen serie Pausmobieltjes aan. Ze werden in oktober 1988 (575-580; oorspronkelijk met lijn- en richtingfilms) en juli-augustus 1989 (581-583) geleverd en kwamen in dienst vanuit garage Zuid (575, 576; telefoonbus), Noord (577-582; lijn 30) en West (583; de 40'er-lijnen in Sloterdijk). Na de buitendienststelling van de serie in 1998 werd de 583 aan de firma Castricum Winkel verkocht. |                |
| MAN/Hainje                | 584            | 1988           | Deze miditourbus kwam in 1989 in dienst vanuit garage West; hij begon op de kortstondige servicelijn 29 tussen Osdorp en Slotervaart en reed daarna op de 40'er-lijnen in Sloterdijk. De 584 ging in 1998 buiten dienst. |                |

## Proefbussen
| Merk/type                                                | Series  | Bouwjaar | Achtergrondinformatie | Afbeelding |
| -------------------------------------------------------- | ------- | -------- | --- | ---------- |
| DAF DH825 V/Den Oudsten B86                              | 376     | 1986     | Als opvolger van de B79 ontwikkelde Den Oudsten de B86; een lagevloerbus met verhoogd achtervlak die onder meer in dienst was bij NZH en Westnederland Nieuwegein. De 376 werd van februari 1989 tot november 1992 door het GVB geleased en kwam in dienst vanuit garage West; vanwege het streekinterieur reed hij uiteindelijk alleen op lijn 23 en de 40'er-lijnen. Na de buitendienststelling was de 376 jarenlang bibliobus in Amersfoort; hij bestaat nog steeds. |            |
| MAN D2866 OH/Van Hool A500 280 06                        | 592     | 1988     | Eind 1988 huurde het GVB de 592 (na eerst als 377 en 500 te zijn genummerd), een donkergroene MAN/Van Hool lagevloerbus met 23 zitplaatsen (10 vooruit, 13 achteruit). De 592 reed vanaf januari 1989 vier maanden vanuit garages West (lijn 19, 21 en 23), Noord (spitsritten op lijn 34) en Zuid (lijn 8). |            |
| 12 meter bussen (Berkhof; laagvloer)                     |         |          | |            |
| MAN NL202/Berkhof ST2000NLF, MAN NL205/Berkhof ST2000NLF | 001-003 | 1993     | In 1990, toen de CSA3 nog volop in productie was, ontwierp Berkhof de ST2000NLF; een lagevloerbus met in de voorruit geïntegreerde filmkast, klapdeuren (in plaats van zwenkdeuren) en een verhoogd achtergedeelte. Het GVB wilde na de komst van de Haagse CSA 2's 460-462 meer proeven met aardgas en lpg doen, en bestelde zes proefbussen. De aardgasbussen 001-003 (met bult bovenop) werden 31 oktober 1993 gepresenteerd tijdens een pendeldienst op lijn 28P naar de Y-markt. Ze kwamen eind februari 1994 in dienst vanuit garage West en begonnen op lijn 28 die in september 1994 werd opgeheven. Begin 2000 stonden de 001-003 op noodreserve waarbij ze 24 maart nog een keer in dienst kwamen op lijn 44 (003), 64 (001) en 314 (002) omdat het GVB geledes inzette als treinvervangende pendelbussen op de Schiphollijn. Daarna reden ze tot 2006/2007 in Debrecen, Hongarije. |            |
| MAN OAFNL205M11/Berkhof ST2000NLF                        | 004-006 | 1993     | De lpg-bussen 004-006 (met twee tubevormige tanks op het dak) kwamen in februari-maart 1994 in dienst vanuit garage Noord; eerst op lijn 38 en daarna ook op de andere standaardlijnen (32, 34, 35, 37 en 245). Vanaf 1998 reden de 004-006 hoofdzakelijk op SWAB-lijn 581 tussen station Bijlmer en Haarlem. Met de komst van de Jonckheeren verhuisden de 004-006 van Noord naar West waar ze tot mei 1999 dienstdeden als lesbus. Daarna reden de 004-006 tot 2006/2007 in Debrecen, Hongarije. |            |
| 10 meter bus van NZH                                     |         |          | |            |
| Dennis Lance Dart SLF DM-94/Berkhof ST2000NLE            | 007     |          | Ook de NZH experimenteerde met de ST2000NLF en de 10-metervariant ST20000NLE, en schafte de stadsbussen 6377-6380 aan. Het GVB huurde een van deze bussen die als 007 eind 1996/begin 1997 op lijn 64 (met blauwe lijn- en bestemmingsplakkaten) werd ingezet. De bus ging in 1999 mee naar Connexxion en werd er begin jaren 00 afgevoerd. |            |

## Gelede bussen van buitenlandse bedrijven
| Merk/type                                | Series                              | Bouwjaar                            | Achtergrondinformatie | Afbeelding                          |
| 18 meter bussen (MAN) uit Duitsland      | 18 meter bussen (MAN) uit Duitsland | 18 meter bussen (MAN) uit Duitsland | 18 meter bussen (MAN) uit Duitsland | 18 meter bussen (MAN) uit Duitsland |
| ---------------------------------------- | ----------------------------------- | ----------------------------------- | --- | ----------------------------------- |
| MAN 890 SG/Goppel, MAN SG-192/Goppel     | 5000-5020                           | 1974-1977                           | In 1988 huurde het GVB bij Beja Tours (samenwerking met Meering) 21 MAN/Goppel-geledes van het Duitse standaardmodel. Het betrof de 890SG's 3322-3326, 3328, 3330, 3336 (1974; met lijnfilm naast richtingfilm), 3331, 3332, 3334, 3335 (1975; idem), 3338-3342 (1976), en de 192SG's 3343-3346 (1977) die in Augsburg (tot 1986) en München (september 1987-maart 1988; na garagebrand) hebben gereden. Ze werden in bovenstaande volgorde tot de tomaatrode 5000-5020 (met achterop het logo van Beja Tours) vernummerd en kwamen in dienst vanuit alle garages. De spartaanse MAN-geledes waren niet geliefd bij de chauffeurs uit Noord en Zuid omdat ze (op de 5016 na) geen volautomatische versnellingsbak hadden, en werden omgeruild voor een deel van de 21 overgebleven Mercedessen 545-569 uit West. Daar bleek de serie wel aan te slaan; met uitzondering van de defecte 5005 vervingen ze vanaf 3 april 1989 een groot aantal CSA 1's 63...110 en werden ze ook ingezet voor spits- en pendeldiensten (40'er-lijnen) en als wachtwagen (lijn 8 en 18). De Augsburgers zouden voorjaar 1990 buiten dienst gaan, maar vanwege een materieeltekort door de komst van lijn 29 en de Schiphollijnen werden elf exemplaren opgeknapt en tot bussen met gesloten instap verbouwd. Ze reden vanaf oktober 1990 weer vanuit alle garages tot aan de opening van de sneltram naar Amstelveen in december. De 5003, 5010, 5011 en de 5016 kwamen in februari-maart 1991 weer in dienst op lijn 48 nadat de laatste twee werden ingezet op de sneltramvervangende pendelbuslijn 51P. Ze waren nu officieel eigendom van het GVB en bleven tot eind mei (5010)/begin juni (5016) in dienst. De 5001 werd doorverkocht aan een particulier, de 5013 kwam via het Groningse bedrijf Henk Lanting (grijs-blauwe discobus) en GEBO bij Scheldestroom in Ossendrecht voor scholierenvervoer. De 5003, 5012, 5010, 5007, 5004, 5014, 5015, 5008 en de 5016 (plus onderdelelenverancier 5020) begonnen een vierde leven bij de MPK in Lodz, Polen als 1139-1149 (waarvan 1143-1147 twee open nummers) en haalden bijna allemaal een diensttijd van 22 jaar. | Bus 5001-5020                       |
| 18 meter bussen (Mercedes) uit Frankrijk |                                     |                                     | |                                     |
| Mercedes 0305G HLZ/Heuliez               | 556-565                             | 1980/1981                           | Na de Zweedse Volvo's 570-581 en de Duitse MAN's 5000-5020 huurde het GVB in 1995 elf Franse Mercedes/Heuliez-bussen van de CFGTE uit Bordeaux om het materieeltekort op lijn 43, 45 en 48 op te vullen. Omdat deze lijnen door de komst van metrolijn 50 in 1997 zouden worden opgeheven vond men het niet verantwoord om nieuwe geledes aan te schaffen (iets dat in 2000 weer ter sprake kwam). Aangepast en wel werden de 8081, 8089, 8051-8056, 8058 en de 8059 in deze volgorde tot 556-565 vernummerd en donkerrood geschilderd/beplakt met totaalreclame voor Tempo-Team uitzendbureau. De 8082 was onderdelenleverancier. De 556-565 kwamen vanaf 18 september 1995 in dienst, en reden uitsluitend op lijn 48 omdat het duwbussen waren met een starre achteras (nieuw voor het GVB). Ook waren ze niet voorbereid op strenge winters, zo bleek in januari 1997 toen vijf exemplaren het begaven; vandaar dat het GVB een beroep deed op de Haagse CSA2's 436, 440, 486 en de ex-Amsterdammers 513 (ex-356) en 514 (ex-357). Alleen de 556, 557, 559 en de 562-564 bleven in dienst tot aan de opening van metrolijn 50 in mei. Tussen 15 en 19 oktober 1997 reden ze nog treinvervangende pendeldiensten op de Schiphollijn vanwege een grootscheepse buitendienststelling van een NS-baanvak. Daarna hebben ze in 1998/1999 nog bij OTL in Oradea, Roemenië als 11-18 gereden. |                                     |

## Shuttlebussen
| Merk/type                           | Series                 | Bouwjaar               | Achtergrondinformatie | Afbeelding                                  |
| 12 meter bussen (Bova)              | 12 meter bussen (Bova) | 12 meter bussen (Bova) | 12 meter bussen (Bova) | 12 meter bussen (Bova)                      |
| ----------------------------------- | ---------------------- | ---------------------- | --- | ------------------------------------------- |
| DAF/Bova FVD 12200 Futura           | 5214, 5217             |                        | In het kader van het Duizend Bussenplan lanceerden GVB en CN in 1988 de Shuttlebus naar Amsterdam-Zuidoost; deze werd uitgevoerd met 26 donkergrijze DAF/Bova-wagens uit 1980-1982 die CN van de OAD had overgenomen en bij Bova in willekeurige volgorde liet ombouwen tot de luxe 200-225 (verstelbare vliegtuigstoelen, een koffiebar, garderobe achter de bestuurder en een niet-rookgedeelte achterin). Omdat het GVB nog geen eigen materieel had huurde het van 1988 tot 1991 de 214 en de 217 (ex-OAD 176 en 179) die tot 5214 en 5217 (was eerst 021 en 022). Ze reden vanaf 11 april 1988 vanuit garage West op lijn 280 naar Bos en Lommerplein. In verband met het onderhoud bij CN waren er ook vier wisselwagens aanwezig; (5)209 (ex-OAD 160), (5)211 (ex-OAD 164), (5)215 (ex-OAD 177), (5)218 (ex-OAD 187), en de (5)232 (ex-Lanting 24). Bij de komst van de eigen Shuttles 023-032 verloren de 5214 en de 5217 hun luxe interieur en werden ze tot spitsdiensten gedegradeerd. Het Shuttlebusproject was geen succes, en bij CN werden de Bova's in 1992 afgevoerd. |                                             |
| 12 meter bussen van NZH (Volvo)     |                        |                        | |                                             |
| Volvo B10M/Berkhof Excellence 1000L | 033-036                | 1990                   | Ook de NZH deed mee aan het Shuttlebus-project, maar dan met Volvo's van het Excellence-model. In afwachting van de eigen Shuttles 023-032 huurde het GVB in september 1990 vier wagens. De 286, 283, 285 en de 284 werden in deze volgorde tot 033-036 (officieel 596-599) vernummerd en reden vanaf 17 september tien weken lang op de Schiphollijnen. De 036 was 19 november 1990 als laatste in dienst. |                                             |
| Eigen 12 meter bussen (Volvo)       |                        |                        | |                                             |
| Volvo B10M/Berkhof Excellence 1000L | 023-032                | 1990                   | De eigen Excellences 023-026 (de laatste met lijn- en richtingfilms) reden op de Schiphol- en directlijnen. De 027-030 werden in 1993-1994 grijs-blauw geschilderd en behielden deze kleur tot aan hun afvoer in september 2001; daarna zijn ze een tweede leven begonnen bij Mulgi Reisid in Viljandi, Estland. De rest (023-026, 031, 032) werd vanaf 1998 regelmatig aan TTS verhuurd voor GVB-diensten met eigen chauffeurs, en reden ook voor Flevo Ferries. Ze gingen in 2001 officieel naar TTS maar werden in 2003/2004 teruggeleend voor spits- en Shuttlediensten. Nadat de serie buiten dienst ging kwam de 024 via Milot Reizen (62) en het GVU (419; totaal-reclamebus van Museum voor de Klas) in handen van in stichting BRAM. Een van de eerste HOV-projecten leek hiermee voor het museum behouden, maar op 30 maart 2020 werd bekendgemaakt dat de bus door gebrek aan stallingsruimte en beschikbare onderdelen zal worden afgevoerd. | De GVB 024 als museumbus van stichting BRAM |

## Speciale bussen

### Tuinbussen
In de jaren 80 en 90 werd door het GVB een tweetal tuinbusjes gereden die van 1 april tot en met 31 oktober reden. Een vanaf het eindpunt van lijn 21 in Geuzenveld naar de tuincomplexen Tigeno en (nieuw) Bijenpark in de Eendrachtpolder en een van het metrostation Gaasperplas naar de volkstuincomplexen Carolus Linnaeus en Frankendael in Driemond. Ook was de telefoonbus in Sloterdijk beschikbaar als tuinbus naar Volkstuinpark De Bretten.
Het GVB leverde hiervoor twee Volkswagenbusjes uit het bedrijfswagenpark en verzorgde het onderhoud en betaalde de brandstof. De volkstuinen leverde de chauffeurs.
Er was dus feitelijk sprake van een buurtbus.

### Telefoonbussen
Tot in de jaren 70 was het gebruikelijk dat de industrielijnen 40 en 42 in de avonduren en het weekeinde (wel gecombineerd tot 1 lijn) gewoon altijd reden, waarbij vele ritten dan leeg uitgevoerd werden.
In de jaren 80 werd daarom op deze lijnen een telefoonbus ingevoerd (ook wel belbus genoemd). De ritten werden nu alleen uitgevoerd als zich op station Amsterdam Sloterdijk een passagier aandiende. Kwam er geen passagier of werd er vanuit de bedrijven geen telefonische contact opgenomen met het GVB dan bleef de bus op station Amsterdam Sloterdijk staan.
Later was het ook mogelijk de telefoonbus te benutten voor ritten naar Sportpark Spieringhorn en Volkstuinpark De Bretten.
Ook op lijn 60+ en 62 was later tussen de spitsen sprake van een telefoonbus.
Vanaf 1993 werd de telefoonbus ook op lijn 30 in de avonduren ingevoerd wat thans nog steeds geschied samen met lijn 31 wanneer deze lijnen met stadsmobielbusjes rijden.